# 女刑事キャグニー&レイシー

女刑事キャグニー&レイシー（おんなけいじキャグニーアンドレイシー、Cagney & Lacey ）は、1982年から1988年までCBSで放送されたアメリカのテレビドラマ。2人組の女性刑事を主人公とする刑事ドラマで、エミー賞の作品賞を2回受賞。日本では、1980年代に地上波テレビにおいて放映され、その後海外ドラマを放送するCS放送でも放映された。

## 概要
ニューヨークのミッドタウン南地区を管轄するニューヨーク市警察第14分署を舞台に、二人の女性刑事キャグニーとレイシーの活躍を描いた刑事ドラマ。推理を中心としたドラマではなく、独身のキャリアウーマン・キャグニーと、既婚者で2児の母・レイシーという好対照な主人公の2人が事件に立ち向かう様子を、職場での同僚たちや家族と過ごす場面も交えて、人間性豊かに描いている。1時間ドラマ。
1981年10月、映画『ダーティハリー3』の女性刑事役の演技で鮮烈な印象を残したタイン・デイリーをレイシー役に、CBSの人気シリーズ『マッシュ』にレギュラー出演中のロレッタ・スウィットをキャグニー役に起用したパイロット版を放送し、それが好評だったことからレギュラー放送が決定したが、継続出演を希望したスウィットが『マッシュ』の降板が認められず参加できなくなり、キャグニー役をメグ・フォスターに変更して、1982年3月に木曜21時からの1時間枠でレギュラー放送を開始。しかし第1シーズン全6話が不調に終わると、CBSの上層部は「キャグニーが女性的でない」とフォスターの演技に不満を示し、番組存続の条件としてキャストの交代を要求。その結果、フォスターに代わるキャグニー役として、ユニバーサルとの契約が終了したばかりのシャロン・グレスが新たに起用され、同時にオープニングもビル・コンティ作曲のテーマ曲に変更し、時間帯も前年度まで『事件記者ルー・グラント』が放送されていた月曜22時台に移動した。しかし視聴率は第1シーズンを少し上回った程度で、CBSは低視聴率を理由に第2シーズン終了後の1983年5月に打ち切りを発表。ところがその直後からCBSや新聞各社に打ち切りに反対する抗議の手紙が来るようになり、9月にデイリーがプライムタイム・エミー賞でドラマシリーズ部門の主演女優賞を受賞した事も追い風となり、CBSは打ち切りを撤回し1984年3月にシリーズが再開。その後は安定して高視聴率を獲得するようになり、第7シーズンまで続く長寿番組となった。レギュラー放送終了後、1994年から1996年にかけてデイリーとグレス主演で単発のTVムービーが4本製作された。
作品の舞台はニューヨークだが、撮影の大半はトロント（パイロット版）とロサンゼルスで行われた。

## 登場人物
- メリー・ベス・レイシー刑事

演：タイン・デイリー Tyne Daly/吹き替え:弥永和子
ニューヨーク市警察第14分署の刑事。2児の母。ヘビースモーカー。
- “クリス”クリスティン・キャグニー刑事

演：ロレッタ・スウィット Loretta Swit（パイロット版）→メグ・フォスター Meg Foster（第1シーズン）→シャロン・グレス Sharon Gless（第2シーズン以降）/吹き替え:吉田理保子
ニューヨーク市警察第14分署の刑事。独身。
- ハービー・レイシー

演：ロナルド・ハンター Ronald Hunter（パイロット版）→ジョン・カーレン John Karlen/吹き替え:島香裕
メリー・ベスの夫。かつては建築関係の仕事についていたが、不景気や持病のためなかなか復帰できずにいる。
- バート・サミュエル警部

演：アル・ワックスマン Al Waxman/吹き替え:藤本譲
ニューヨーク市警察第14分署署長でクリスとメリー・ベスの理解者。別れた妻セルマとの間に生まれた3人兄弟の長男デヴィッドの非行に悩まされている。
ワックスマンはシリーズ後期に6エピソードで監督を務めた。
- ロナルド・コールマン内勤巡査部長

演：ハーヴェイ・アトキン （Harvey Atkin）/吹き替え:広瀬正志
- ポール・ラガーディア刑事

演：シドニー・クルート（Sidney Clute）
クルートが1985年に死去した後も、番組終了までオープニングに登場し続けた。
- ビクター・イスベッキ刑事

演：ジェファーソン・マッピン Jefferson Mappin（パイロット版）→マーティン・コーヴ（ Martin Kove）/吹き替え:秋元羊介
- マーカス・ペトリー刑事

演：カール・ランブリー（ Carl Lumbly）/吹き替え:佐藤正治
イズベッキの相棒。妻クローディアと娘ローレンがいる。第7シーズン序盤に昇進に伴う異動のため14分署を去る。
- ドリー・マッケンナ刑事

演：バリー・プリマス
第2シーズンと第4シーズンの数回に登場。
- ジョナ・ニューマン刑事

演：ダン・ショア Dan Shor/吹き替え:喜多川拓郎
第4シーズン中盤から登場。クリスに想いを寄せていたが、第5シーズンの最終話でクリスたちの目の前で射殺される。
- マニー・エスポジート刑事

演：ロバート・ヘジス（ Robert Hegyes）/吹き替え:荒川太郎
ニューマンの後任として第6シーズンから着任。
- アル・コラッサ刑事

演：ポール・マンティ Paul Mantee
ニューマン、エスポジートとコンビを組むベテラン刑事。
- ヴェルナ・ディー・ジョーダン刑事

演：メリー・クレイトン Merry Clayton
ペトリーに代わるイズベッキの相棒として14分署に赴任した中年の女性刑事。
- チャーリー・キャグニー

演：ディック・オニール Dick O'Neill/吹き替え:堀勝之祐
クリスの父親。元警官。アルコール中毒になり、それがもとで第6シーズンの終盤に死亡する。
- マイケル・レイシー

演：トロイ・スレイトン （Troy W. Slaten）
- ハービー・レイシー・ジュニア

演：トニー・ラトーレ（ Tony La Torre
メリー・ベスの息子。

## サブタイトル
1982年から1988年にドラマシリーズとして7シーズンにわたって全125話放送されたが、これに先立つ1981年に、テレビ映画のパイロット版として1話が制作・放映されていた。

### 第1シーズン（1982年）
#1 Bang, Bang, You're Dead
#2 Pop Used to Work Chinatown
#3 Beyond the Golden Door
#4 Street Scene
#5 Suffer the Children
#6 Better Than Equal

### 第2シーズン（1982年-1983年）
#7 Witness to an Incident 私は見た！
#8 One of Our Own チーム・メイト
#9 Beauty Burglars 美容院怖い！
#10 High Steel 灰色の青写真
#11 Hot Line 殺しのホットライン
#12 Internal Affairs スパイ大作戦
#13 Mr. Lonelyhearts ミスター孤独
#14 Conduct Unbecoming 賭ける、駆ける
#15 I'll Be Home for Christmas クリスマスプレゼント
#16 Recreational Use 
#17 Hopes and Dreams 赤い自転車
#18 The Grandest Jewel Thief of Them All 華麗なる大泥棒
#19 Affirmative Action 対決・ルーキー刑事
#20 Open and Shut Case ごく簡単な事件
#21 Jane Doe #37 ジェーン・ドゥ37号
#22 Date Rape 憎むべき男
#23 Burn Out 燃えつきて…
#24 Chop Shop ばらしや稼業
#25 Let Them Eat Pretzels 裏取引
#26 The Gang's All Here 14分署の大失態
#27 A Cry for Help 女性の敵
#28 The Informant 密告者

### 第3シーズン（1984年）
#29 Matinee 昼下がりの出来事
#30 A Killer's Dozen 警官ストに赤いバラ
#31 Victimless Crime 被害者なき犯罪
#32 The Bounty Hunter 賞金稼ぎアメリカン
#33 Baby Broker ベビーブローカー
#34 Partners 私のパートナー
#35 Choices 続、私の大事な人

### 第4シーズン（1984年-1985年）
#36 Child Witness 小さな証言者
#37 Heat 暑くて長い一日
#38 Insubordination 不服従
#39 Old Debts 借りは返せ
#40 Fathers and Daughters 父と娘
#41 Taxicab Murders タクシーに乗らないで
#42 Unusual Occurence 少年を撃った
#43 Thank God It's Monday 素晴らしき週末
#44 Hooked あなたを信じたい
#45 Lady Luck 人の命を救ったら…
#46 Out of Control 立派な母親
#47 American Dream アメリカの夢
#48 Happily Ever After 私の好きな生き方
#49 Rules of the Game 昇進のルール
#50 Stress 普通の生活に戻りたい
#51 Who Says It's Fair - Part 1 目の前に暗闇（Part 1）
#52 Who Says It's Fair - Part 2 目の前に暗闇（Part 1）
#53 Lost and Found そして失うものは…
#54 Two Grand 華麗なる大泥棒、再び登場
#55 Con Games 根くらべ
#56 Violation 犯されて
#57 Organized Crime マフィアの手

### 第5シーズン（1985年-1986年）
#58 On the Street 娼婦A
#59 Ordinary Hero 悲しき英雄
#60 The Psychic 女刑事対占い師
#61 Lottery 賢者の贈り物
#62 Entrapment 私はうそはつけない
#63 The Clinic 女性クリニック
#64 Mothers & Sons 母と子
#65 Filial Duty
#66 Old Ghosts
#67 Power
#68 Play It Again, Santa
#69 Rebukes
#70 Act of Conscience
#71 DWI
#72 The Gimp
#73 Family Connections
#74 Post Partum
#75 The Man Who Shot Trotsky
#76 Exit Stage Centre
#77 Capitalism 
#78 Extradition ロスでリラックス
#79 A Safe Place 安らぎを求めて
#80 Model Citizen 突然の他人
#81 Parting Shots さよならニューマン

### 第6シーズン（1986年-1987年）
#82 Schedule One 第一級重要犯罪
#83 Culture Clash 機械の歯車
#84 Sorry, Right Number 呪われた週末
#85 Disenfranchised 親の資格
#86 Role Call
#87 The Zealot
#88 The Marathon
#89 Rites of Passage
#90 Revenge
#91 To Thine Own Self Be True
#92 Cost of Living
#93 Waste Deep
#94 Favours
#95 Ahead of the Game
#96 Easy Does It
#97 To Sir, With Love
#98 Divine Couriers
#99 Right to Remain Silent
#100 Special Treatment
#101 Happiness is a Warm Gun
#102 Turn, Turn, Turn - Part 1 アイ・ラブ・チャーリー
#103 Turn, Turn, Turn - Part 2 アイ・ラブ・キャグニー

### 第7シーズン（1987年-1988年）
#104 No Vacancy ハリーの災難です。
#105 The City is Burning 色々な人々がいて…
#106 Loves Me Not さよならペトリー
#107 Different Drummer おばあさんは魔女
#108 You've Come a Long Way, Baby あたし達なりの道のり
#109 Video Verite 売り込みは楽じゃない
#110 Greed クイズの達人
#111 Secrets 秘め事はなしにして
#112 Do I Know You?
#113 Old Flames
#114 Trading Places
#115 Shadow of a Doubt
#116 Hello Goodbye
#117 School Daze
#118 Land of the Free
#119 A Class Act
#120 Button, Button
#121 Amends　闇の中からヘルプ
#122 Friendly Fire
#123 Yup やっぱりヤッピー
#124 A Fair Shake - Part 1 迫る影 Part I
#125 A Fair Shake - Part 2 迫る影 Part II

### TVムービー（1994年-1996年）
- Cagney And Lacey: The Return (1994)

TVシリーズ終了から6年後を描く。キャグニーは結婚してキャグニー＝バートン姓となり、地方検事局の捜査官として働いていた。一方のレイシーは警察を退職し主婦として過ごしていたが、夫ハービーが心臓発作で倒れ、再び家庭を支えるため、銃器窃盗犯を追っていたキャグニーに協力する。
- Cagney And Lacey: Together Again (1995)
- Cagney And Lacey: The View Through the Grass Ceiling (1995)
- Cagney And Lacey: True Convictions (1996)

## 受賞歴

### エミー賞
プライムタイム・エミー賞の作品賞を2回をはじめ、7つの賞を14回受賞している。
- ドラマシリーズ部門・作品賞　2回（1985年、1986年）
- ドラマシリーズ部門・主演女優賞　6回（1983年・1984年・1985年・1988年：タイン・デイリー、1986年・1987年：シャロン・グレス）
- ドラマシリーズ部門・助演男優賞　1回（1986年：ジョン・カーレン）
- ドラマシリーズ部門・脚本賞　1回（1985年、パトリシア・グリーン）
- ドラマシリーズ部門・演出監督賞　2回（1985年：カレン・アーサー、1986年：ジョーグ・スタンフォード・ブラウン）
- シリーズ部門・フィルム音響編集賞　1回（1985年）
- シリーズ部門・フィルム編集賞　1回（1985年、ジム・グロス）

### ゴールデングローブ賞
- テレビシリーズ　ドラマ部門・最優秀女優賞（1986年：シャロン・グレス）

## 日本での放映局
- 日本テレビ（ナイト・スクリーン枠での放送）
- 読売テレビ
- 中京テレビ
- 長野放送（金曜 0:20 - 1:15）[3]
- スーパーチャンネル
- 『寺谷一紀(ラジオ関西)のまいど！まいど！』(テーマ曲が同番組のテーマ曲 。『寺谷一紀の～』Wikipediaに記事あり)